# Teenage Mutant Ninja Turtles III: Original Motion Picture Soundtrack
Teenage Mutant Ninja Turtles: The Original Motion Picture Soundtrack är musiken till filmen Teenage Mutant Hero Turtles III från New Line Cinema. Filmmusikalbumet släpptes på SBK Records den 9 mars 1993, och innehöll 10 spår från filmen. Samlingen anses ofta vara sämre de två föregångarna. Den innehåller bland annat låtarna Tarzan Boy och Can't Stop Rockin, vilka var tidigare lanserade hitlåtar, liksom Turtle Power från den första filmens soundtrack, vilket fick det att se ut som om albumet var ett jäktat projekt.

## Låtlista
1. Baltimora - "Tarzan Boy"
2. ZZ Top - "Can't Stop Rockin'"
3. Technotronic featuring Ya Kid K - "Rockin' over the Beat"
4. The Barrio Boyzz - "Conga"
5. Psychedelic Dust featuring Loose Bruce - "Turtle Jam"
6. Definition of Sound - "Fighter"
7. John Du Prez and Ocean Music - "Yoshi's Theme"
8. Partners in Kryme - "Turtle Power"
9. Baltimora - "Tarzan Boy" (remix)
10. Technotronic featuring Ya Kid K - "Rockin' over the Beat" (Rockin' Over Manchester Hacienda Remix)
11. Julia Perez - "Belah Duren"

## Övrigt
- "Tarzan Boy" släpptes 1985 på Baltimoras Living in the Background.
- Vid filmmusikens lansering användes "Tarzan Boy" i en serie reklamfilmer för Listerine.
- "Can't Stop Rockin'" släpptes åtta år tidigare, 1985 på ZZ Tops album Afterburner.
- "Rockin' Over the Beat" släpptes 1990 på Technotronics album Pump Up the Jam: The Album.
- The Barrio Boyzz cover på Gloria Estefans "Conga" innehåller en rap skriven av Frank Nitty.
- "Fighter" spelades in i London, tre månader tidigare, den 5 december 1992.

### Fotnoter
1. ↑  ”Teenage Mutant Ninja Turtles” (på engelska). Allmusic. 16 mars 1993. http://www.allmusic.com/album/teenage-mutant-ninja-turtles-3-mw0000881129. Läst 27 december 2015.